# Каирские фрагменты
Каи́рские фрагме́нты ле́тописи — пять частей древнеегипетского документа, происхождение и содержание которого остаётся спорным в египтологии.

## История
В 1910 году Египетский музей купил три фрагмента египетской летописи на местном рынке предметов старины. Они зарегистрированы в журнале под номерами 44859, 39735 и 39734.
Их происхождение никогда не устанавливалось. В отчёте Каирский фрагмент № 3 прибыл из местности эль-Мини, что «едва ли заслуживает доверия» по мнению некоторых учёных (особенно немецкого египтолога Вольфганга Хелька). Но вскоре был открыт и четвёртый фрагмент около руин Мемфиса, и вошёл в коллекцию египетского музея под номером 44860. Благодаря этому открытию учёные пришли к выводу, что эта летопись была установлена в храме Мемфиса или его окрестностях. Хельк утверждал что, камень с летописью стоял во дворе храма бога Птаха.
Пятый каирский фрагмент был куплен Ж. Л. Кенивалом (Jean-Louis de Cenival) в 1963 году у Каирского поставщика антиквариата. Происхождение его не зарегистрировано. Имеет номер в журнале Египетского музея — 18220.

## Размеры
Каирский фрагмент 1 имеет размеры: 42 см (высота), на 26 см (ширина) на лицевой стороне и 36 см (высота) на 26 см (ширина) на обратной стороне. Толщина камня изменяется между 6 см на 6,5 см. У второго каирского фрагмента 8,4 см (высота) и 9,2 см (ширина). Каирские фрагменты 3 и 4 имеют размеры — 11 см (высота) и 9 см (ширина); 11,5 см (высота) и 7,5 см (ширина). Фрагмент номер 5 — 9 см на 9 см.

## Публикации
Француз Анри Готье, был первым, кто преподнёс приобретённые Каирские фрагменты широкому обществу учёных. В краткой предварительной статье он описал общий характер фрагментов и успешно расположил каирский фрагмент 1 относительно Палермского камня посредством летописи V династии на обратной стороне. Полная публикация надписей четырёх фрагментов из Каира, сопровождающаяся фотографиями, рисунками и переводами содержащими несколько ошибок и упущений. Как и другие учёные его поколения, Готье полагал, что летопись важна для восстановления истории первых пяти династий, и сделал многое, для продвижения идеи о Каирских фрагментах, как существенных дополнений к Палермскому камню.
В 1965 году Жан Луи Кенивал предположил, что оставшиеся части летописи составляют основание всей ранней династической истории и ранней египетской хронологии, он с уверенностью говорил, что летопись была историческим текстом. Кроме того, тексты с большей уверенностью были более достойные и правильные с точки зрения исследования раннеегипетской истории.